# Maoyū Maō Yūsha
Maoyū Maō Yūsha (яп. まおゆう魔王勇者, укр. Найзапекліший ворог і Герой) — серія ранобе Мамаре Тоуно, розміщене на телеканалі 2channel у форматі п'єси. Видавництво Enterbrain почало публікувати ранобе в 2010 і до цих пір випустило п'ять томів, продано понад 450 тисяч копій. Проект витримав кілька манґа-адаптацій. У червні 2012 компанія Pony Canyon оголосила, що буде продюсером аніме-серіалу. Автором проекту стала аніме-студія Arms Corporation, режисер — Такео Таканаші, сценарист — Нарухіса Атакава, трансляція розпочалася 4 січня 2013. Аніме присвячене наступним подвигам хлопця Героя і Королеви демонів, які об'єднують зусилля, щоб принести мир і процвітання в світ, що роздирається війною.
Опенінґ аніме «Mukaikaze» (яп. 向かい風, укр. «Зустрічний вітер») виконує YOHKO, ендінг «Unknown Vision» — Акіно Араі.

## Медіа

### Ранобе
| №         | Назва                                                                       | Дата виходу    | ISBN                   |
| --------- | --------------------------------------------------------------------------- | -------------- | ---------------------- |
| 01        | "Become Mine, Hero" "I Refuse!" (「この我のものとなれ、勇者よ」「断る!」)   | 29 грудня 2010 | ISBN 978-4-04-726933-0 |
| 02        | Conspiracy of Kurultai (忽鄰塔 クリルタイ の陰謀)                           | 31 грудня 2011 | ISBN 978-4-04-726994-1 |
| 03        | Expeditionary force of Seiken (聖鍵 せいけん 遠征軍)                        | 28 квітня 2011 | ISBN 978-4-04-727097-8 |
| 04        | What Can be Done With These Hands (この手でできること)                      | 16 липня 2011  | ISBN 978-4-04-727098-5 |
| Episode01 | Episode1 Female Magician from Elms country (エピソード1 楡の国の女魔法使い) | 31 жовтня 2011 | ISBN 978-4-04-727551-5 |
| 05        | The other side of the hill (あの丘の向こうに)                               | 24 січня 2012  | ISBN 978-4-04-727144-9 |
| Episode00 | Episode0 Archer from Dune country (エピソード0 砂丘の国の弓使い)            | 30 червня 2012 | ISBN 978-4-04-728095-3 |
| Episode02 | Episode2 Female Knight from Flowers country (エピソード2 花の国の女騎士)    | 22 грудня 2012 | ISBN 978-4-04-728456-2 |

### Манґа
| №  | Дата виходу     | ISBN                   |
| -- | --------------- | ---------------------- |
| 01 | 24 серпня 2011  | ISBN 978-4-04-715766-8 |
| 02 | 20 грудня 2011  | ISBN 978-4-04-120054-4 |
| 03 | 24 квітня 2012  | ISBN 978-4-04-120205-0 |
| 04 | 23 серпня 2012  | ISBN 978-4-04-120361-3 |
| 05 | 21 грудня 2012  | ISBN 978-4-04-120518-1 |
| 06 | 22 лютого 2013  | ISBN 978-4-04-120577-8 |
| 07 | 23 травня 2013  | ISBN 978-4-04-120697-3 |
| 08 | 21 серпня 2013  | ISBN 978-4-04-120822-9 |
| 09 | 26 грудня 2013  | ISBN 978-4-04-120938-7 |
| 10 | 26 березня 2014 | ISBN 978-4-04-121047-5 |
| 11 | 26 липня 2014   | ISBN 978-4-04-101732-6 |
| 12 | 25 жовтня 2014  | ISBN 978-4-04-101733-3 |
| 13 | 26 січня 2015   | ISBN 978-4-04-101734-0 |
| 14 | 25 квітня 2015  | ISBN 978-4-04-101735-7 |
| 15 | 25 липня 2015   | ISBN 978-4-04-102908-4 |
| 16 | 26 жовтня 2015  | ISBN 978-4-04-102909-1 |
| 17 | 26 лютого 2016  | ISBN 978-4-04-102910-7 |
| 18 | 26 серпня 2016  | ISBN 978-4-04-104685-2 |